# رئوس مطالب پرندگان

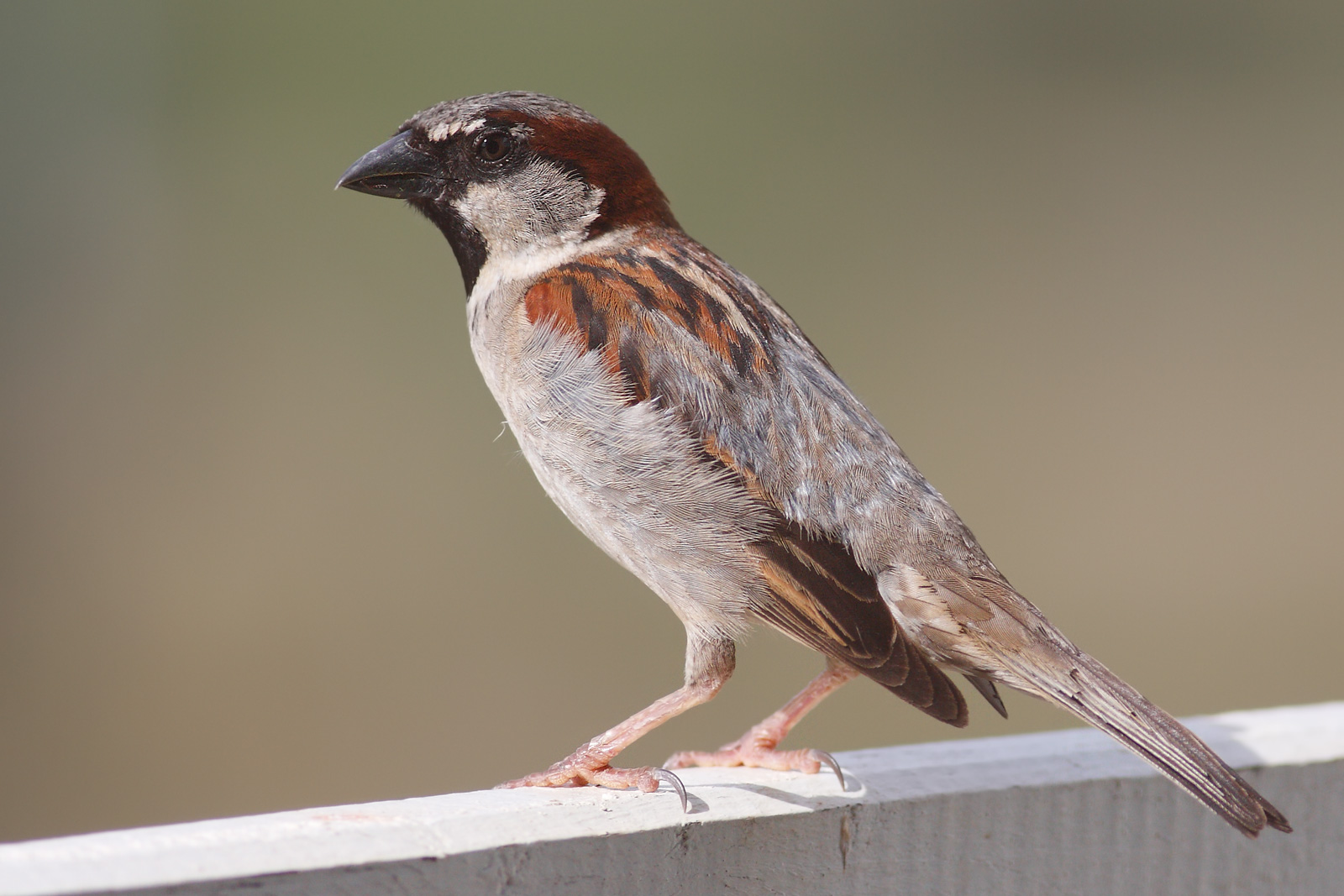
گنجشک خانگی، Passer domesticus

طرح کلی زیر به عنوان یک مرور کلی و راهنمای عنوان‌هایی برای پرندگان ارائه شده‌است:
پرندگان (رده Aves) - جانوران بالدار، دوپا، درون‌گرما (خونگرم)، تخم‌گذار و مهره‌دار هستند. حدود ۱۰۰۰۰ گونه زنده وجود دارد که آنها را به متنوع‌ترین مهره‌داران چهاراندام تبدیل می‌کند. آنها در اکوسیستم‌های سراسر جهان، از قطب شمال تا قطب جنوب، ساکن هستند. اندازه پرندگان از ۵ سانتیمتر (۲٫۰ اینچ) مگس‌مرغ زنبوری تا به ۲٫۷۵ متر (۹٫۰ فوت) شترمرغ است.

## پرنده چه نوع چیزی است
یک پرنده را می‌توان به شکل همه موارد زیر توصیف کرد:
- شکل زندگی – موجودی یا در حال تشکیل شدن یا زنده است.
  - جانوران – چند سلولی، ارگانیسم‌های یوکاریوتی از فرمانروی جانوران (همچنین به نام Metazoa). برنامه بدن آنها در نهایت با رشد آنها ثابت می‌شود، اگرچه برخی در مراحل بعدی زندگی خود تحت یک فرایند دگردیسی قرار می‌گیرند. بیشتر جانوران متحرک هستند، به این معنی که می‌توانند خود به خود و مستقل حرکت کنند.

### طبقه‌بندی بیولوژیکی

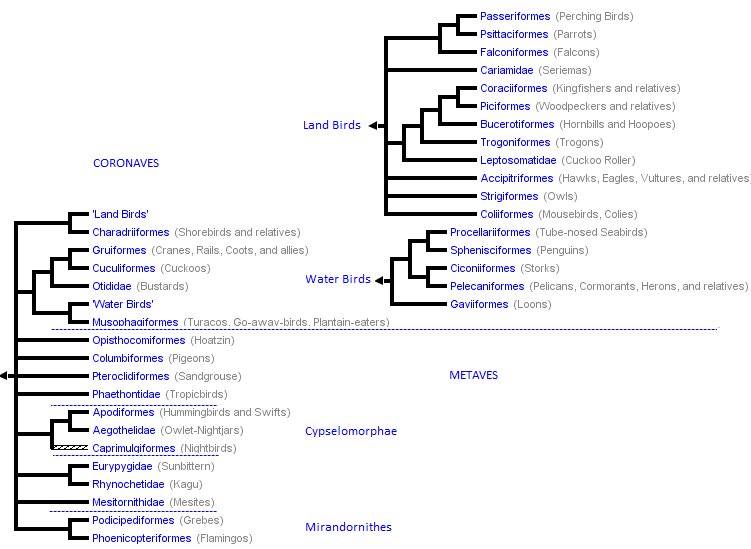
کلادنمای جدیدترین طبقه‌بندی Neoaves را بر اساس چندین مطالعه فیلوژنتیک نشان می‌دهد.

- فرمانرو: Animalia
- شاخه: Chordata
- رده: Aves

## طبیعت پرندگان
پرنده

### کالبدشناسی پرنده
کالبدشناسی پرنده

آناتومی خارجی (توپوگرافی) یک پرنده معمولی: ۱ نوک، ۲ سر، ۳ عنبیه، ۴ مردمک، ۵ گوشته، ۶ پوشپر کوچکتر، ۷ پرهای شانه‌ای، ۸ پوشپرها، ۹ پرهای سومی، ۱۰ دمگاه، ۱۱ شاهپراولی، ۱۲ زیردم، ۱۳ ساق، ۱۴ مفصل ساق پا، ۱۵ قلم پا (تارسوس)، ۱۶ انگشتان، ۱۷ ساق پا، ۱۸ شکم، ۱۹ پهلو، ۲۰ سینه، ۲۱ گلو، ۲۲ غبغبک، ۲۳ خط چشمی

- فهرست اصطلاحات مورد استفاده در توپوگرافی پرندگان
- نوک
- آویزه گوشتی
- تاج
- پرها
  - بالچه (آلولا)
  - ریشه (پر)
  - ریشک
  - پوش‌پر
  - کاکل
  - کرک‌پر
  - گوش‌پر
  - سوراخ‌های پر
  - پر کندن
  - پر پرواز
  - شاهپرها
  - پر سنجاقی (در حال رشد)
  - پوشش پر و بال
  - قلم پر
  - آیینه بالی
- شکاف دهانی
- سنگدان
- غده پرآرایی
- سوتک
- بینایی
  - پلک سوم (Nictitating membrane)
  - پکتن چشم (Pecten oculi)
- غده پرآرایی
- غبغبک

### رفتار پرنده
رفتار پرنده
- کلونی پرندگان
- تغذیه
  - تغذیه پرندگان
  - گیاهان غذایی
  - برداشت (پرندگان)
  - شکار غافلگیرانه
  - انباشت‌کردن
  - ریمه (پرنده‌شناسی)
  - جایگاه پرکنی
- پرواز
  - پرندگان بدون پرواز
  - گله شدن
- مهاجرت
  - مسیر پرواز
    - مسیر پرواز آتلانتیک
    - مسیر پرواز مرکزی
    - مسیر پرواز آسیای میانه
    - مسیر آسیای شرقی - استرالیا
    - پرواز آتلانتیک شرقی
    - مسیر پرواز می‌سی‌سی‌پی
    - مسیر پرواز اقیانوس آرام
    - مسیر پرواز غرب اقیانوس آرام

  - هوش کبوتر
- رفتار غیرعادی پرندگان در اسارت
- پرخاشگری
- مورچه‌گیری (فعالیت پرنده)
- رفتار گدایی در پرندگان
- نمایش انحرافی حواس‌پرتی
- خاک‌بازی (حمام خاک)
- پر کندن
- کیسه مدفوع
- هوش
- آشوبگری
- پرریزی
- پرآرایی
- تولیدمثل
  - جوجه‌کشی پرندگان
  - آشیانه‌سازی پرنده
  - جوجه‌آوری انگلی
  - دسته‌تخم
  - تخم مرغ
  - پرتاب تخم مرغ
  - جوجه پروازی
  - رفتار همجنس‌گرایی در پرندگان
  - فهرست پرندگانی که رفتار همجنس‌گرایانه نشان می‌دهند
  - رفتار جنسی
  - آشیانه
    - دیررس
    - جعبه آشیانه
    - زودرس

  - همزادکشی
- شبگذرانی
  - شبگذرانی اجتماعی
- آهنگ‌ها
- آواسازی

## انواع پرندگان

### راسته‌ها
الگو:بازسانان

### خانواده‌ها
الگو:New World vultures
الگو:Callaeidae
الگو:Strigopidae

## تاریخچه پرندگان
- فرگشت پرندگان
  - خاستگاه پرندگان
  - خاستگاه پرواز پرندگان
  - کهن‌بال
  - پرندگان منقرض‌شده

## مطالعه پرندگان
- روش‌های میدانی بوم‌شناسی پرندگان
  - سرشماری پرندگان
    - بررسی زادآوری پرندگان
    - شمارش پرندگان کریسمس
- مجموعه‌های پرندگان
- تغذیه پرنده
  - دان‌خوری پرنده
  - غذای پرنده
  - کرم آرد
  - نیجر
  - گلرنگ
  - سوت
  - تخمه آفتاب‌گردان
- آیکنولوژی پرنده
  - ردیابی پرندگان
- رصدخانه پرندگان
- حلقه‌گذاری پرنده
  - تور پرتابی
  - توری پرنده‌گیری
- پرنده‌نگری
  - اتاقک بازدید پنهانی پرندگان
  - راهنمای میدانی
  - نشانه‌های میدانی
  - فهرست پرنده‌نگرها
  - فهرست کتاب‌های پرنده
  - تماشای دریا
    - فهرست مکان‌های تماشای دریا بر اساس کشور
- تخم‌شناسی
  - انجمن Jourdain
  - دیرین‌تخم‌شناسی

## پرورش مرغ
پرورش مرغ
- بازداری
  - خروس یک روزه
  - شاهین‌داری (آموزش)
  - فریب (شاهین)
  - تاکاگاری
- مسابقه کبوترپرانی
- پینیون کردن
- کبوتر جنگی
  - چر امی
  - کماندو (کبوتر)
  - جی آی جو (کبوتر)
  - پدی (کبوتر)
  - ویلیام نارنجی (کبوتر)
- قیچی بال

## بیماری‌ها و انگل‌های پرندگان
- آسپرژیلوزیس
- آنفولانزای مرغی
- مالاریا پرندگان
- شپش پرنده
- کنه پر
- پسیتاکوزیس

## تهدیدها و حفاظت
- پرنده‌کش
- حفاظت از پرندگان
  - پناهگاه پرنده
  - گروه‌های حفاظت از پرندگان
    - حفاظت از پرندگان کِبِک
    - BirdLife International
    - Fundación ProAves
    - انجمن ملی Audubon
    - انجمن سلطنتی برای حفاظت از پرندگان

  - مناطق مهم پرندگان
- کنترل پرنده
  - سیخک‌های کنترل پرنده
  - تورگذاری پرنده
  - ترساننده پرنده
  - اضافه کردن تخم غاز
  - مترسک
- برخورد پرنده
- Towerkill

## افراد تأثیرگذار در حوزه پرندگان

### هنرمندان
- لارس جانسون
- دیوید آلن سیبلی

### پرنده‌شناس
فهرست چند پرنده‌شناسان
- جان گولد
- جیمز کلمنتز
- جیمز اودوبون
- کریس مید
- کیلیان مولارنی
- راجر توری پترسون
- پاملا سی راسموسن
- الکساندر اسکاچ
- دیوید اسنو
- الکساندر ویلسون

### نویسندگان
- مارک کوکر
- پیت دان

## پرندگان در فرهنگ
- اثرهایی با پر
- قلم پر

## جستارهای بیشتر
- دایناسور
- طرح کلی دایناسورها